# Бурнаковский
Бурна́ковский микрорайон (Бурна́ковка) — общее название нескольких кварталов, расположенных в Московском районе Нижнего Новгорода в границах улиц Бурнаковской, Чебоксарской, Шаляпина, Маршала Воронова, Сормовского шоссе и улицы Совхозной. В настоящее время в микрорайоне преобладает многоэтажная застройка, однако сохранился и частный сектор в границах улиц Народная, Нефтегазовская и Акмолинская.

## Название
По одной из версий, название образовано от татарско-мордовского имени Бурнак — именно так звали татарского мурзу, которому Иван Грозный за службу государству Русскому подарил деревню, получившую название Бурнаковка. Однако существует и вторая версия — название является искаженным словом «Бурлаковка», так как на этом месте бурлаки, следовавшие по Волге, устраивали привал. Впрочем, сомнения в данной версии вызывает отдалённость территории от непосредственно реки Волги.

## История
Первое упоминание деревни Бурнаковка находится в "Дозорной книге Семёна Ивановича Языкова и подъячего Емельяна Евсевьева дворцовых и оброчных земель Нижегородского уезда", изданной в 1613-1614 гг.: "а с того дуба через болшую дорогу и лугов на дуб, а на нем грани, — и по тем гранем направе земля и лес и луги вотчины Троицы Сергиева монастыря деревни Бурнаковки, а Покровское тож.". В государственных документах деревня Бурнаковка впервые упоминается в XIX в. Деревня принадлежала Удельному Смольковскому Приказу и Удельному Большепосошинскому Приказу, то есть была государственной. В конце XIX века деревня попала под революционное влияние — сказывалась близость к «рабочему» Сормово.
После Октябрьской революции 1917 г. в Бурнаковке был создан комитет бедноты, ведавший перераспределением земель, сельхозинвентаря и продуктов. В 1924 году был образован Бурнаковский сельсовет, ликвидированный спустя 3 года, а в 1928 году деревня Бурнаковка вошла в состав Нижнего Новгорода. В 1931 г. через Бурнаковку прошел первый трамвайный маршрут № 6 «Вокзал — Сормово», затем к нему добавился маршрут № 7 «Вокзал — Баевка» (в 1953 году были закольцованы). За годы индустриализации Бурнаковка превратилась из деревни в рабочий поселок. В 1930 г. здесь был выстроен причал на Волге, и местные ломовые возчики перевозили грузы, доставляемые водным путем для строительства артиллерийского завода. Также была построена неподалёку Сормовская нефтебаза. В 1977 году на ней произошёл взрыв, унёсший жизнь 33 человек. В память о погибших на берегу Волги установлен обелиск. Сама же нефтебаза прекратила работу в начале 2000-х годов, однако последствия её деятельности в виде нефтеотходов остаются главной экологической проблемой микрорайона.
В 1960—1970-х годах велась разработка проекта застройки территории рядом с деревней Бурнаковка. Первый дом «новой» застройки был заложен 18 апреля 1981 года, сегодня это дом № 34 по улице Народной, о чём ранее свидетельствовала табличка на торце этого дома со стороны дома № 36, пропавшая в 2019 году.
Период 1980—1990-х годов ознаменовался массовой застройкой микрорайона. На месте болот выросли девяти- и десятиэтажные дома. Большинство из них было построено для работников предприятий, находящихся недалеко от микрорайона — например, дом № 30 по улице Народной строился для сотрудников Сормовской ТЭЦ; был возведён детский сад № 114, планировалась к постройке школа.
С 2000-х микрорайон Бурнаковский активно застраивается новыми домами по улице Бурнаковской. В 2009 году была построена и введена в эксплуатацию МАОУ СОШ № 118, ведётся строительство второго детского сада. На сегодняшний день в микрорайоне проживает около 20 000 человек. В 2012 году началась застройка пойменной территории Бурнаковской низины новым жилым комплексом «Бурнаковский», строительство которого было завершено осенью 2020 года.

## Деление микрорайона

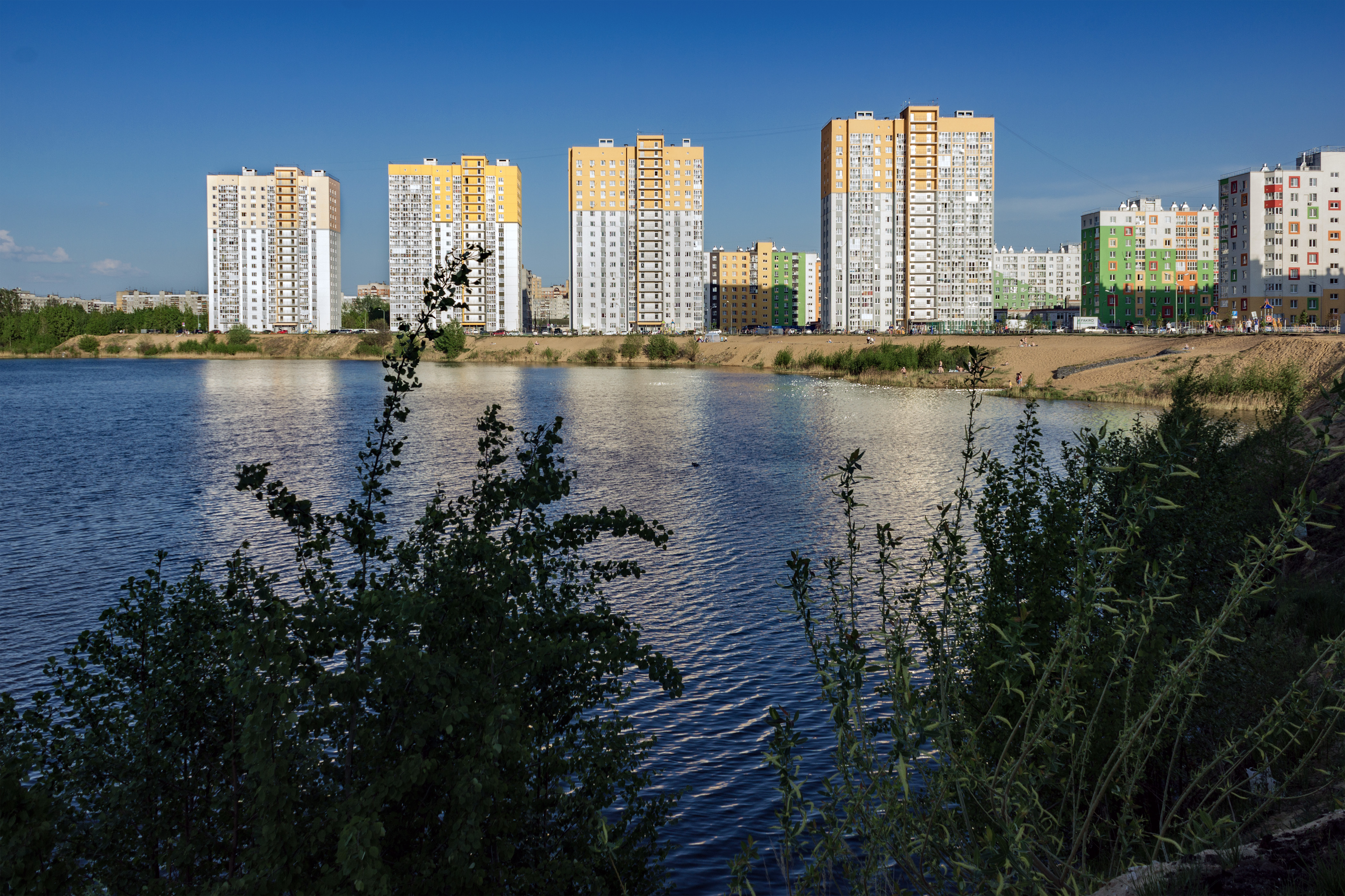
«Бурнаковская низина» — новый микрорайон по улице Бурнаковской

«старая застройка» — в границах улицы Шаляпина, Сормовского шоссе, улиц Совхозной, Нефтегазовской.
«частный сектор» — в границах улиц Мориса Тореза, Народной, Акмолинской
«Бурнаковка II» — многоэтажная застройка по улицам Народная и Акмолинская
«ЖК Бурнаковский» (также «Бурнаковская низина») — новый микрорайон по улице Бурнаковской.

## Проблемы микрорайона
В 2000-е годы основными проблемами микрорайона являлись транспортная доступность, а также отсутствие продовольственных магазинов и школы в новых домах по улице Народной. Возникла проблема отсутствия школы на территории строящегося ЖК «Бурнаковский». Ближайшей к нему является школа № 118 по адресу Народная, 35.

## Экология

Нефтяные пятна на Волге у Сормовской нефтебазы. На заднем плане — Борский мост.

Ранее Бурнаковская низина имела статус промышленной территории. Смежная с ней территория у бывшего завода «26 Бакинских комиссаров» за годы советской власти сильно была загрязнена нефтепродуктами. Кроме того, существующая с дореволюционных времён нефтебаза на берегу Волги тоже бесконтрольно теряла нефтепродукты, которые в результате образовали там линзу над уровнем подземных вод — по сути на уровне озёр. Известно, что в советское время активно применялись методы уничтожения малярийных комаров с помощью занесения в болота Бурнаковской низины мазута. В 2012 году была проведена независимая экспертиза почвы, в результате были найдены ртуть, свинец, кадмий, нефтепродукты, бензопирен. Превышение по нефтепродуктам доходило до 22 тысяч ПДК. Позже департамент Росприроднадзора по ПФО пришел к выводу, что в Бурнаковской низине нельзя ни строить, ни жить. Так, ведомство установило, что эта территория является «достаточно грязной зоной».
Однако большинство депутатов Городской думы проголосовали за внесение изменений в генплан Нижнего Новгорода, благодаря которым аффилированная с властными структурами фирма «Жилстрой-НН» могла приобрести участок Бурнаковской низины и начать его освоение. Застройщику была передана неподготовленная территория. Компания «просто насыпала слой грунта — метров пять — в надежде на то, что это предохранит жителей от нефтепродуктов». Но их испарение через такую толщу все равно происходит. По словам экологов, прежде чем строить дома в Бурнаковской низине, необходимо было провести рекультивацию всего земельного участка на глубину порядка 10 метров. Для этого нужно откачать грунтовые воды, произвести выемку сильно загрязненных участков грунта и высадить растения. Но этого сделано не было.
Позже начало проявляться ещё одно негативное последствие застройки Бурнаковской низины. На Волге в районе Сормова постоянно стали образовываться нефтяные пятна. Раньше они появлялись в воде только по весне — в паводок. Однако после строительства микрорайона нефтепродукты стали выходить на поверхность регулярно. Новые дома оказывают воздействие, выдавливая грунтовые воды с нефтепродуктами, из-за чего регулярно образуются радужные пятна. В 2014 году департамент Росприроднадзора по Приволжскому федеральному округу проверил Бурнаковскую низину и выявил три зоны, которые подпадают под понятие «объект накопленного экологического ущерба». В их число вошли буферный пруд и шламонакопители ООО "Нефтемаслозавод «Варя», участок возле сбросного канала Сормовской ТЭЦ и участок второй очереди жилой застройки. Земли эксперты отнесли к категории чрезвычайно опасной. В 2019 году Институтом водных проблем РАН были проведены новые исследования Бурнаковской низины. Помимо уже ранее обнаруженных химических элементов специалисты нашли ещё медь.
Эксперты сходятся во мнении, что плохая экология на территории Бурнаковской низины влияет на здоровье нижегородцев, которые там живут. Московский район лидирует по числу онкологических заболеваний. При этом жители не в курсе, что было раньше на месте их домов. При покупке квартир менеджеры компании ничего не рассказывали им о землях Бурнаковской низины, пропитанных нефтепродуктами.

## Инфраструктура

### Школы
На территории микрорайона располагаются 3 школы:
- МБОУ СОШ № 21, ул. Шаляпина, 23;
- МБОУ СОШ № 149, ул. Куйбышева, 29;
- МАОУ СОШ с углублённым изучением отдельных предметов № 118, ул. Народная, 35;

### Детские сады
На территории микрорайона расположено 7 детских садов:
- Детский сад № 40, ул. Куйбышева, 19;
- Детский сад № 93, ул. Куйбышева, 25;
- Детский сад № 114, ул. Народная, 38Б;
- Детский сад № 115, ул. Шаляпина, 5А;
- Детский сад № 319, ул. Куйбышева, 31;
- Детский сад № 389, ул. Шаляпина, 20А;
- Детский сад № 16/59, ул. Хохломская, 5;

### Транспорт
Долгое время единственным стабильно работающим транспортом в микрорайоне являлись трамвайные маршруты № 6 и № 7 (Московский вокзал — Сормовское кольцо). В советское время через улицы Куйбышева и Акмолинская ходил пригородный маршрут № 107 «Горький — Бор». В конце 80-х, в связи с началом строительства Сормовской линии метро, через микрорайон были проложены трассы автобусных маршрутов № 9 и №Т-8. В 2000-е годы маршрут Т-8 был закрыт, а выпуск на маршрут № 9 составлял 1-2 автобуса. Предпринимались неоднократные попытки запуска новых маршрутов в микрорайон, однако перевозчики, как правило, саботировали данные изменения.
В настоящее время в микрорайоне работает следующий транспорт:
- Автобусные маршруты:
  - А-9: Красное Сормово — улица Космическая,
  - А-18: Завод Лазурь - мкр. Верхние Печёры (улица Богдановича)
  - А-22: мкр. Бурнаковский — Автовокзал «Щербинки»,
  - А-52: улица Левинка — пл. Минина и Пожарского,
  - А-74: мкр. Бурнаковский - мкр. Верхние Печёры (улица Богдановича);
  - А-92: мкр. Бурнаковский — мкр. Цветы
  - Т-24: 5-й мкр. Сормова — мкр. Верхние Печёры (Академическая),

- Троллейбусные маршруты:
  - 3: Мещерское озеро — ж/д платформа Чаадаево
  - 5: Мещерское озеро — мкр. Комсомольский
  - 25: Мещерское озеро — улица Архангельская
- Трамвайные маршруты:
  - 6: Московский вокзал — Сормовское кольцо (ж/д станция Варя — Центр Сормова — улица Ярошенко — ж/д станция Варя),
  - 7: Московский вокзал — Сормовское кольцо (ж/д станция Варя — улица Ярошенко — Центр Сормова — ж/д станция Варя)

Также на границе микрорайона по Сормовскому шоссе находится станция метро  Бурнаковская.

### Торговля
В микрорайоне присутствуют 5 магазинов сети Пятёрочка, 3 магазина сети Красное & Белое, супермаркеты Ашан и Перекрёсток, а также локальные магазины частных предпринимателей; имеется несколько аптек, оптовый рынок и торговый центр «Бурнаковский».

### Здравоохранение
Взрослое население микрорайона Бурнаковский прикреплено к поликлинике № 2, являющейся филиалом ГКБ № 30. Детской поликлиники в микрорайоне нет, как правило, детей возят в филиал детской поликлиники № 19, находящуюся в Канавинском районе. Также на территории микрорайона находится Приволжский окружной медицинский центр — ФБУЗ ПОМЦ № 3 ФМБА России.

### Спорт
В микрорайоне на сегодняшний день отсутствуют какие-либо специализированные спортивные объекты. В дворах некоторых домов присутствуют т. н. «коробки», а возле школы № 118 расположено футбольное поле. Ранее существовало специализированное футбольное поле в районе посёлка Левинка. Действует фитнес-центр «Физкульт» с бассейном.

### Религия
На северной окраине микрорайона, на территории бывшего стадиона продолжается строительство храма равноапостольной Нино, просветительницы Грузии. С 2020 года в храме начались регулярные службы. Кроме того, стартовало строительство церкви на улице Народной.